# Ceratocaryum
Ceratocaryum é um género botânico pertencente à família Restionaceae.